# Сокол и большая афера
«Сокол и большая афера» (англ. The Falcon Takes Over), также известный как «Выход Сокола» (англ. Falcon Steps Out) — американский детективный фильм с элементами комедии режиссёра Ирвинга Рейса, который вышел на экраны в 1942 году.
Это третий фильм цикла студии RKO Radio Pictures, в котором Джордж Сандерс играет роль детектива-джентльмена Гэя Лоуренса, известного как Сокол. Персонаж Сокол был взят из произведений детективного писателя Майкла Арлена, а сценарий фильма был написан по мотивам романа Рэймонда Чэндлера «Прощай, моя красавица» (1940).
Фильм начинается с убийства управляющего фешенебельным рестораном, совершённого сбежавшим из тюрьмы преступником Музом Маллоем (Уорд Бонд), который ищет свою возлюбленную Велму. Оказавшись на месте преступления, Сокол (Сэндерс) независимо от полиции начинает расследование этого убийства, вскоре сталкиваясь с преступной группой шантажистов, в состав которой входят светская красавица Диана Кеньон (Хелен Гилберт), владелец клуба Лейрд Бернетт (Селмер Джексон), медиум Джулс Эмтор (Турхан Бей) и щеголеватый джентльмен Линдси Мэрриотт (Ханс Конрид). После того, как Мэрриотта, Эмтора и ещё одну шантажистку убивают, Соколу удаётся установить, что за этими преступлениями стоят Бернетт и Диана. Выясняется также, что в прошлом Диана была Велмой, и в итоге Муз Маллой находит её, что приводит к трагической для него развязке.
Фильм получил позитивные отзывы современных критиков как небольшая, динамичная и остроумная картина категории В с хорошей актёрской игрой со стороны Сэндерса, Аллена Дженкинса, Уорда Бонда, Хелен Гилберт, Энн Ревир и других актёров.

## Сюжет
Поздно вечером в центре Нью-Йорка около фешенебельного ресторана «Клуб 13» Джонатан «Голди» Локк (Аллен Дженкинс) ждёт за рулём автомобиля своего босса Гэя Лоуренса, известного как Сокол (Джордж Сандерс). К Голди подходит угрожающего вида мужчина Муз Маллой (Уорд Бонд), спрашивая, не знает ли тот Велму, которая ранее работала в этом месте. Затем Муз подходит к дверям ресторана, и грубо отбросив швейцара, входит в зал. Отшвырнув затем на столики метрдотеля, Муз направляется в кабинет управляющего и закрывает за собой дверь. Вскоре раздаются выстрелы, после чего Муз быстро выходит из кабинета и направляется на улицу. Он садится в машину к Голди и заставляет того немедленно уезжать.
Вскоре после этого в «Клуб 13» приезжает Сокол, встречая в дверях инспектора полиции Майкла О’Хару (Джеймс Глисон). После осмотра тела на месте преступления врач сообщает, что смерть управляющего рестораном наступила не в результате огнестрельного ранения, а от перелома шеи. Когда вскоре по отпечаткам пальцев устанавливается, что в кабинете был Муз, он становится главным подозреваемым. О’Хара рассказывает Соколу, что Муз только что сбежал из тюрьмы, отсидев пять лет из двадцатилетнего срока за непредумышленное убийство. Вскоре Голди возвращается в ресторан, и полиция задерживает его как сообщника Муза. Однако запуганный Голди скрывает от полиции, куда отвёз Муза, и после допроса его отпускают. Когда они садятся в машину, Сокол добивается от Голди признания, что тот отвёз Муза к частному дому в Бруклине, и требует отвезти его в это место. Около дома Сокол выходит из машины и направляется к двери, однако навстречу ему неожиданно выходит Муз. Чтобы избежать столкновения, Сокол притворяется пьяным, который пришёл не по тому адресу. Муз отталкивает его и на машине Сокола уезжает, не заметив испуганного Голди, который спрятался на обочине.
После этого Сокол всё-таки заходит в дом, хозяйка которого Джесси Флориан (Энн Ревир) в этот момент истерично кричит по телефону, требуя защитить её от Муза. Респектабельный мужчина на другом конце провода поручает ей направить Муза к определённому времени по адресу, который Джесси записывает на листке бумаги. Когда Джесси прерывается, Сокол расспрашивает её о Велме, на что та заявляет, что Велма мертва. Перед смертью она действительно работала в клубе её мужа, который позднее продал его, и там теперь расположен «Клуб 13». Перед уходом Сокол бросает взгляд на листок бумаги Джесси, на котором видит адрес: «Мортон-авеню, 415».
Сокол возвращается в свою квартиру, куда ему вскоре звонит некто Куинси У. Мэрриотт (Ханс Конрид), который предлагает ему выгодное дело — доставить выкуп за украденное нефритовое колье. Подумав, Сокол соглашается, и вскоре вместе с Мэрриоттом он приезжает на пустынное кладбище. Мэрриотт просит Сокола оставить своё оружие в машине, а самому взять пакет с деньгами и идти прямо в туманную ночь. Когда Сокол отдаляется на несколько шагов, Мэрриотт берёт его пистолет и стреляет ему в спину, после чего Сокол падает. Когда Мэрриотт выходит из машины, кто-то из темноты стреляет в него, убивая на месте. В этот момент из кустов к Соколу выбегает молодая девушка Энн Риордан (Линн Бари). Сокол, который оказывается в полном порядке, сообщает девушке, что зарядил свой пистолет холостыми патронами. Затем Сокол обыскивает карманы убитого Мэрриотта, обнаруживая в них визитную карточку консультанта-экстрасенса Джулса Эмтора (Турхан Бей), практикующего по адресу: Мортон-авеню, 415.
По дороге домой Сокол выясняет, что Энн — начинающая журналистка, которая приехала из провинции. Чтобы сделать хороший материал и получить место в газете, она решила проследить за Соколом и описать ход его расследования. Чтобы деликатно избавиться от Энн, Сокол даёт Энн задание разыскать нефритовое ожерелье, полагая, что его на самом деле не существует. Однако на следующий день Энн появляется с сообщением, что ожерелье принадлежит светской красавице Диане Кеньон (Хелен Гилберт). Услышав об этом, Сокол просит Энн немедленно договориться с ней о встрече, а Голди посылает к Джулсу Эмтору.
При встрече с Дианой Сокол выясняет, что она знакома с Мэрриоттом, который, как Сокол догадывается, каким-то образом связан с Музом Мэллоем. Когда речь заходит об ожерелье, Диана предлагает Соколу поработать на неё, назначая ему встречу тем же вечером в клубе «Лебедь». Тем временем Голди приходит на приём к Джулсу Эмтору, который быстро понимает, что Голди — не тот человек, которого он ожидал. Вскоре в кабинете экстрасенса появляется Муз Мэллой, после чего свет гаснет и начинается стрельба. Когда свет включается, в помещении оказывается инспектор О’Хара, который тайно следил за Голди. Обнаружив тело убитого Эмтора, О’Хара угрожает Голди арестовать его за убийство, если тот не согласится сотрудничать с полицией. Позже этой же ночью Сокол в компании Голди снова направляется в дом Джесси Флориан, обнаруживая, что её убили, свернув шею. Догадавшись, что Джесси направила Муза, чтобы он убил Эмтора, Сокол обыскивает её квартиру, находя фотографию Велмы с подписью, сделанной, как понимает Сокол, рукой Джесси. Сокол забирает фотографию и возвращается в свою квартиру, где встречает Энн, которая провела день в полицейском управлении за изучением материалов по делу Муза Мэллоя. Как выяснила Энн, полиция полагает, что Муз взял на себя вину в непредумышленном убийстве, чтобы вывести из-под ответственности Ларри Бернетта (Селмер Джексон), которому принадлежит клуб «Лебедь».
Тем же вечером в клубе «Лебедь» Сокол встречается с Дианой, обращаясь к ней с просьбой познакомить его с Бернеттом. Пройдя в кабинет Бернетта (это тот самый человек, у которого по телефону получала инструкции Джесси Флориан), Сокол спрашивает его о Музе Маллое, который на него работал, а затем показывает фотографию Велмы. Бернетт уверяет, что ничего не знает о судьбе Маллоя и никогда не видел Велму. Между тем Диана говорит, что видела эту девушку в придорожном ресторане, где та работает танцовщицей, после чего предлагает Соколу отвезти его в это место. Перед уходом из клуба Сокол через гардеробщицу передаёт записку полицейским детективам с указанием дороги, по которой он поехал. Когда шофер Дианы везёт их по пустынной просёлочной дороге, Диана наставляет пистолет на Сокола, который спокойно называет её Велмой и говорит, что знал, что фотография поддельная из-за поддельной подписи на ней. После этого Сокол обвиняет Диану в том, что она вместе с Эмтором, Бернеттом, которых был одним из её любовников, и Мэрриоттом занималась шантажом. Как полагает Сокол, Бернетт был главным, и он направлял своих богатых клиентов на сеанс к Эмтору. Клиенты выкладывали медиуму все свои секреты, а затем Диана и Мэрриотт путём шантажа вымогали у них деньги. Диана рассказывает, что это Бернетт спланировал одновременное убийство Сокола и Мэрриотта. Мэрриотта решили убрать, потому что он стал слишком слаб и мог проболтаться. А Джесси знала о том, что Мэллой сидел за Бернетта, и постоянно вымогала деньги, и потому его также надо было устранить. Когда они заезжают в лес, Диана приказывает своему шоферу остановиться, вывести Сокола и убить его. За рулём однако оказывается не её шофёр, а Муз. Он отпускает Сокола и хочет поговорить с Дианой, возмущённый тем, что он сел за Бернетта в тюрьму по её просьбе в то время, как она крутила с Бернеттом роман. Когда Муз надвигается на неё, Диана стреляет в него, а затем направляет пистолет на Сокола, однако в этот момент подъезжает Энн, которая следила за их машиной. Услышав грохот её автомобиля, Диана вздрагивает и разворачивается, и Сокол, воспользовавшись моментом, отнимает у Дианы пистолет и задерживает её. Энн получает свою сенсационную историю. Сокол передаёт Диану инспектору О’Харе, который сажает её за решётку и отправляется арестовывать Бернетта. С Голди снимают все подозрения и выпускают его из камеры. Как раз в тот момент, когда Сокол собирается покинуть полицейский участок, чтобы встретиться со своей невестой, очаровательная женщина просит его о помощи, и он решает ей помочь.

## В ролях
- Джордж Сандерс — Гэй Лоуренс, он же Сокол
- Линн Бари — Энн Риордан
- Джеймс Глисон — инспектор полиции О’Хара
- Аллен Дженкинс — Джонатан «Голди» Локк
- Хелен Гилберт — Диана Кеньон

### В титрах не указаны
- Уорд Бонд — Муз Маллой
- Эдвард Гэрган — Бейтс
- Энн Ревир — Джесси Флориан
- Джордж Кливленд — Джерри, слуга
- Гарри Шеннон — Граймс
- Ханс Конрид — Куинси У. Марриотт
- Турхан Бей — Джулс Эмтор
- Селмер Джексон — Лейрд Бернетт

## Создатели фильма и исполнители главных ролей
Частный детектив по прозвищу Сокол впервые появился в рассказе британского писателя Майкла Арлена, который родился в Болгарии в армянской семье. Как пишет историк кино Роб Никсон, в детском возрасте Арлен с родителями переехал в Великобританию, где после окончания медицинской школы перешёл в журналистику, «и, в конечном итоге стал писать сценарии фильмов категории В в Голливуде». По словам Никсона, Арлен был джентльменом со светскими манерами и женился «на особе королевской крови». Сам Арлен описывал себя как «ленивого и не очень амбициозного» человека.
Как пишет историк кино Дерек Виннерт, этот фильм стал второй экранизацией произведения популярного детективного автора Рэймонда Чандлера о частном детективе Филипе Марлоу. Первым фильмом был «Время убивать», который вышел чуть ранее в 1942 году, и в нём вместо Марлоу действовал детектив Майкл Шейн (его роль исполнил Ллойд Нолан). В основу фильма «Сокол и большая афера» положен роман Чандлера «Прощай, любимая» (1940), и это первая из трёх экранизаций этого романа. В 1944 году по этому же роману студия RKO Pictures выпустила фильм нуар режиссёра Эдварда Дмитрика «Это убийство, моя милочка» (1944), в котором роль Марлоу сыграл Дик Пауэлл. Тридцать лет спустя вышел фильм «Прощай, моя красавица» (1974), который поставил режиссёр Дик Ричардc на британской студии Avco Embassy. Главные роли в этом фильме сыграли Роберт Митчем и Шарлотта Рэмплинг. Фильм 1975 года более точно следовал сюжету романа Чандлера, включив которых персонажей и подробности, которые считались слишком грязными для кинозрителей 1940-х годов. К числу других наиболее памятных фильмов по произведениям Чандлера относятся «Двойная страховка» (1944, только сценарий), «Глубокий сон» (1946), «Синий георгин» (1946), «Незнакомцы в поезде» (1951, только сценарий) и «Долгое прощание» (1973).
Режиссёр фильма Ирвинг Рейс за свою карьеру, охватившую период с 1940 по 1952 год, поставил 20 фильмов, среди которых три фильма о Соколе 1941—1942 годов, фильм нуар «Катастрофа» (1946), романтическая комедия «Холостяк и девчонка» (1947) и нуарная драма «Все мои сыновья» (1948).
Актёр Джордж Сандерс сыграл в трёх фильмах о Соколе 1941—1942 годов — «Дерзкий Сокол» (1941), «Свидание с Соколом» (1942) и «Сокол и большая афера» (1942), после чего в фильме «Брат Сокола» (1942) Сэндерс передал главную роль в киноцикле своему родному брату Тому Конуэю, который играл брата Гэя, джентльмена-детектива Тома Лоуренса, также носившего прозвище Сокол. Сандерс впоследствии добился успеха с ролями в таких фильмах, как «Портрет Дориана Грэя» (1945), «Призрак и миссис Мьюр» (1947), «Всё о Еве» (1950, «Оскар» за лучшую роль второго плана), «Путешествие в Италию» (1954), «Деревня проклятых» (1960) и «Выстрел в темноте» (1964). Со второй половины 1960-х годов уровень картин Сандерса резко снизился, хотя он продолжал сниматься вплоть до своей смерти. В 1972 году Сандерс покончил жизнь самоубийством, оставив такую записку: «Дорогой мир, я ухожу, потому что мне скучно. Я чувствую, что прожил достаточно долго. Я оставляю тебя с твоими заботами в этой сладкой выгребной яме. Удачи».
С 1933 по 1968 год Линн Бари снялась в разных ролях в 142 фильмах, среди которых «Серенада Солнечной долины» (1941), «Марджи» (1946), «Дом, милый дом» (1946), «Шок» (1946), «Удивительный мистер Икс» (1948) и «Эбботт и Костелло встречают полицейских из Кистоуна» (1955).

## История создания фильма
Как пишет историк кино Роб Никсон, «к началу 1940-х годов детективные сериалы категории В утвердились в качестве основного продукта Голливуда». Большинство студий выпускали по крайней мере один такой сериал, и у RKO хорошо пошёл сериал с учтивым частным детективом Саймоном Темпларом, известным как Святой, который впервые появился в книгах писателя Лесли Чартериса. Как далее пишет Никсон, к 1941 году Джордж Сандерс сыграл Святого уже в пяти картинах, однако затем «Чартерис отказался предоставить студии ещё какие-либо свои работы, потому что, по его словам, они искажались в экранизациях». В поисках чего-то, что могло бы продолжить извлекать выгоду из популярности Сандерса в роли джентльмена-детектива, RKO купила за 5000 долларов права на короткий рассказ Майкла Арлена «Весёлый Фалкон». По рассказу был поставлен фильм «Дерзкий Сокол» (1941), при этом экранный образ Сандерса при переходе от Святого к Соколу претерпел очень небольшие изменения. Однако он заметно отличался от главного героя рассказа Арлена, который был «скорее крутым парнем в стиле Сэма Спейда». Как полагает Никсон, «это произошло не из-за какого-то большого влияния со стороны сценариста — ему, честно говоря, было всё равно, что они сделали с его творением, — а по указанию студии RKO. Они просто хотели продолжить успешный образ, который они начали в другой серии, основанной на творчестве писателя, гораздо более придирчивого, чем Арлен».
Как отмечает Никсон, новый «персонаж сразу же прижился, и год спустя, имея за плечами уже два успешных фильма о Соколе, студия приобрела роман Рэймонда Чандлера „Прощай, любимая“ за ничтожные 2000 долларов и превратила детективную историю о Филипе Марлоу в очередную историю о Соколе».
В отличие от романа Чандлера, действие фильма происходит не в Лос-Анджелесе, а в Нью-Йорке.
Рабочее название этого фильма было «Выход Сокола» (англ. The Falcon Steps Out).
Фильм находился в производстве с начала ноября до 1 декабря 1941 года и вышел в прокат 29 мая 1942 года.
В дальнейшем киносериал о Соколе пользовался большим успехом у зрителей ещё многие годы. Всего в период с 1941 по 1949 год было выпущено 16 фильмов о Соколе. Однако Сандерсу к 1942 году уже наскучила роль Сокола. В следующем фильме «Брат Сокола» (1942) Сандерс сыграл вместе со своим реальным родным братом Томом Конуэеем. В этом фильме персонажа Сандерса убивают, и его брат Том Лоуренс (Конуэй), который также носит прозвище Сокол, продолжает дело борьбы с преступностью. Как отмечает Никсон, «Конуэй снялся ещё в десяти картинах сериала, прежде чем передать роль актёру Джону Калверту в трёх последних (и наименее успешных) фильмах».

## Оценка фильма критикой
Как отмечает историк кино Хэл Эриксон, фильм повторяет сюжетные повороты, изложенные Чандлером в романе «Прощай, любимая», «тщательно подогнанные, чтобы показать непринужденную учтивость Джорджа Сандерса в роли Сокола». По мнению критика, хотя этот фильм и уступает картине «Это убийство, моя милочка» (1944), которая является лучшей из киноверсий романа, тем не менее «Сокол и большая афера» имеет «несколько собственных преимуществ, в частности, это исполнение роли Джесси Флориан будущей обладательницей „Оскара“ Энн Ревир».
Никсон отмечает, что сюжет фильма, следуя в основном за романом Чандлера, вводит зрителя в мир шантажа и убийств, «тёмных отбросов жизни общества, женщин-вамп и неуклюжих копов». Последние, вместе с подручным Сокола по прозвищу Голди (Аллен Дженкинс) составляют «основной комический элемент фильма».
Дерек Виннерт назвал сценарий Линн Рут и Фрэнка Фентона «захватывающим и остроумным, который развивается в динамичном темпе, охватывая всего за 65 минут целиком весь этот сложный роман». Как далее пишет критик, «в репликах немало хороших шуток, а комические моменты прекрасно сочетаются с мрачными и серьёзными элементами сюжета. Это настоящий Чандлер. Здесь довольно много убийств и довольно много внезапного насилия, а также необходимая атмосфера угрозы, цинизма и декаданса». Чёрно-белая нуаровая операторская работа Джорджа Робинсона выполнена «довольно стильно, подчеркивая жуткую и угрожающую атмосферу с помощью необычных ракурсов и теней». Как долее пишет критик, «плотная режиссура Ирвинга Рейса и утончённая игра актёров в полной мере соответствуют остроумной истории Чандлера о поисках большим парнем своей потерянной любви».
Как отмечает Виннерт, «Сандерс играет не столько упрямого детектива Чандлера, сколько приятного и вальяжного успешного сыщика-любителя». По мнению критика, Линн Бари и Хелен Гилберт «привносят гораздо более жёсткую остроту в ролях отважного начинающего репортёра, следящего за Соколом, и роковой женщины соответственно». По мнению Виннерта, «это звёздный час Хелен Гилберт в кино». Что касается остальных актёров, то Уорд Бонд превосходен в роли огромного и пугающего громилы, «хотя его затмевает неуклюжий, почти двухметровый Майк Мазурки в классическом ремейке 1944 года „Это убийство, моя милочка“». Также запоминаются Аллен Дженкинс в роли постоянного участника сериала Джонатана «Голди» Локка, по сути, правой руки Сокола, Ханс Конрид в роли Квинси У. Мэрриотта и Турхан Бей в роли Джулса Эмтора. При этом «Дженкинс и Джордж Кливленд (помощники Сокола), а также Джеймс Глисон и Эдвард Гарган (дуэт пререкающихся полицейских) обеспечивают комическую часть, и они очень искусны».